# Cumandá (kanton)
Cumandá – kanton w Ekwadorze, w prowincji Chimborazo. Stolicą kantonu jest Cumandá.